# Manon Aubry
Pour les articles homonymes, voir Aubry.
Manon Aubry, née le 22 décembre 1989 à Fréjus (Var), est une militante associative et femme politique française.
Elle est porte-parole de l'organisation non gouvernementale Oxfam France sur les questions de lutte contre l'évasion fiscale et les inégalités sociales, jusqu'en décembre 2018.
Elle devient députée européenne lors des élections européennes de 2019 en tant que tête de liste de La France insoumise (LFI), parti auquel elle adhère l'année précédente. Elle est ensuite élue coprésidente du groupe de la Gauche au Parlement européen. Durant son mandat, elle siège à la commission des affaires économiques et monétaires, à la commission des affaires juridiques et à la commission du développement du Parlement européen.
Elle est à nouveau tête de liste pour les élections européennes de 2024, au cours desquelles son parti obtient neuf sièges au Parlement européen.

## Situation personnelle

### Famille
Manon Aubry est née le 22 décembre 1989 à Fréjus (Var). Elle est la fille de Bruno Aubry, journaliste, auteur, enseignant et membre du cabinet du président de la communauté du pays d'Aix et de Catherine Poggi-Aubry,,, journaliste juive et militante politique d'origine corse. Son grand-père maternel, Modeste Poggi (1928-2018), est un militant de gauche à Bonifacio,. Sa grand-mère maternelle est Denise Chicheportiche.
Engagée au Parti de gauche depuis 2015, sa mère représente La France insoumise aux élections législatives de 2017 dans la cinquième circonscription du Var et figure en 59e position sur la liste LFI menée par sa fille aux élections européennes de 2019.

### Études et débuts militants
Elle étudie au lycée Saint-Exupéry de Saint-Raphaël (Var) en même temps que David Rachline, futur maire Front national de Fréjus, sa ville natale.
En 2005, elle milite pour le non au référendum sur le traité constitutionnel européen et s’oppose à la loi d'orientation et de programme pour l'avenir de l'école. Elle participe en 2006 au mouvement contre le contrat première embauche (CPE), organise la contestation et le blocage de son lycée à Saint-Raphaël et est élue en tant que lycéenne au Conseil supérieur de l'éducation.
Elle est diplômée en affaires internationales et droits de l'homme de Sciences Po Paris. Au cours de ses études, elle est visiting student à l'université de Sydney et à l'université Columbia. À Sciences Po, elle préside en 2009 la section locale de l'Union nationale des étudiants de France (UNEF), où milite également le futur Premier ministre Gabriel Attal, et assure la fonction de vice-présidente étudiante au conseil de direction de l'école.
Elle affirme avoir « voté Hollande » au second tour de l'élection présidentielle de 2012 « comme beaucoup de gens de gauche dans notre pays, parce qu'on en avait marre de la droite et qu'on ne voulait plus de Nicolas Sarkozy notamment ».

### Pratique sportive
Durant le lycée, elle pratique la natation en compétition et le water-polo qu'elle continue de pratiquer dans le 18ème arrondissement de Paris,,.

## Parcours professionnel
Une fois diplômée, elle travaille dans le secteur humanitaire à Médecins du monde au Liberia puis pendant près de deux ans en République démocratique du Congo, où elle intervient pour l'ONG The Carter Center travaillant notamment sur la violation des droits humains par les entreprises minières.
En 2014, Manon Aubry devient membre de l'association Oxfam France où elle est responsable du plaidoyer « justice fiscale et inégalités », jusqu'en décembre 2018. Elle écrit plusieurs rapports sur l'évasion fiscale, les inégalités et le partage des richesses au sein des grandes entreprises.
Elle est enseignante à Sciences Po Paris en droits de l’homme depuis 2014. Elle fait partie de l'équipe pédagogique de la clinique du droit Human Rights, Economic Development and Globalization de Sciences Po de 2017 à 2023[source secondaire souhaitée].

## Parcours politique

### Tête de liste LFI aux européennes de 2019
Le 8 décembre 2018, Manon Aubry est désignée par le comité électoral de La France insoumise (LFI) comme tête de liste du mouvement aux élections européennes de 2019.

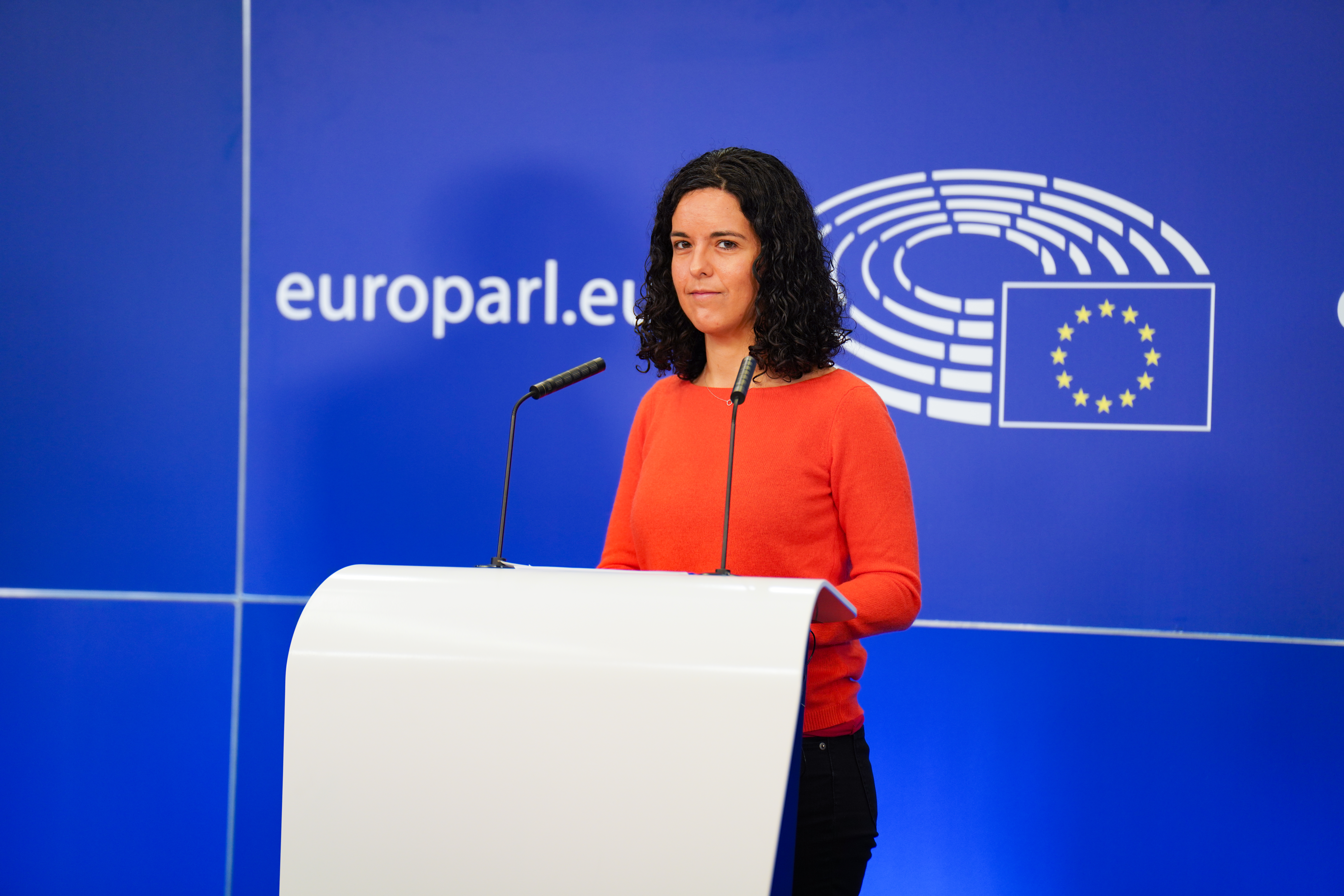
Manon Aubry en conférence de presse au Parlement européen en décembre 2020.

### Députée européenne
Le 26 mai 2019, elle est élue au Parlement européen. Sa liste recueille 6,3 % des suffrages exprimés et obtient ainsi six des 74 sièges français. Elle arrive en cinquième position, derrière le Rassemblement national (23,3 %), la coalition La République en marche-MoDem-Agir (22,4 %), Europe Écologie Les Verts (13,5 %) et Les Républicains (8,5 %).
Elle préside à partir du 18 juillet 2019, avec l'Allemand Martin Schirdewan, le groupe confédéral GUE/NGL au Parlement européen, devenu « Groupe de la gauche » en 2020. Elle devient la plus jeune présidente de groupe de l'histoire du Parlement européen,. Elle est la seule Française à siéger au sein de la conférence des présidents du Parlement européen. Elle coordonne également le groupe de la Gauche dans la commission des affaires juridiques, et siège dans la commission du développement, la commission des affaires économiques et monétaires, et dans la sous-commission à l'évasion fiscale créée pendant la mandature.
Elle est vice-présidente de l’intergroupe Green New Deal et de celui sur l’économie sociale et solidaire au Parlement européen.
En octobre 2019, elle dénonce l'opacité de la procédure de contrôle des conflits d'intérêts des candidats aux postes de commissaires européens. Elle défend par la suite la création d’une autorité éthique indépendante chargée du contrôle des conflits d’intérêt et la proposition est inscrite dans la lettre de mission de la commissaire aux valeurs et à la transparence en décembre 2019.
En octobre 2019, elle initie un périple à vélo, intitulé « 1 000 bornes dans une Europe en berne », dans l’objectif d’aller à la rencontre des citoyens engagés, pour combler la déconnexion entre les institutions européennes et la réalité. La première série d’étapes se déroule dans le sud de la France entre Marseille et Nice à la rencontre de militants politiques, syndicalistes, associatifs et activistes, d’associations paysannes ou de secteurs mobilisés sur les questions environnementales. Elle se voit refuser l’accès pour inspection des locaux de la Police aux frontières de Menton où se trouvaient détenus des dizaines de migrants.
Le 22 novembre 2019, elle reçoit un blâme de la part de David Sassoli, président du Parlement européen, pour avoir, dans une vidéo diffusée sur son compte Twitter, incité les membres d'Extinction Rebellion à occuper le Parlement européen. Elle défend à cette occasion les actions de désobéissance civile comme indispensables pour pousser les élus à agir face à l’urgence climatique.
Le 25 septembre 2020, elle est verbalisée à Calais aux côtés d’autres députés nationaux (Mathilde Panot, Ugo Bernalicis) lors d’une distribution alimentaire qui dénonçait un arrêté préfectoral interdisant les actions de solidarité auprès des migrants. Elle reçoit une amende de 132 € pour cette infraction et dépose un recours en justice aux côtés des autres élus présents pour dénoncer l’introduction de ce « délit de solidarité ».
En novembre 2020, durant un débat télévisé avec Florence Portelli à l'occasion duquel elle s'emporte contre le racisme pratiqué aujourd'hui contre les personnes d'origine arabe et subsaharienne et le degré de gravité particulier que sa vision des choses associe aux expériences systématiques de la haine vécues par ces populations, elle crée la polémique en affirmant que traiter une personne d'origine italienne de « sale macaroni » ne relèverait pas du racisme. Elle l'affirme en ces termes après avoir nié l'existence de tout racisme antiblanc, notamment le degré de gravité ou même la nature raciste des violences verbales liées à la couleur de peau blanche que son interlocutrice déclare avoir subies, puis après avoir entendu cette interlocutrice évoquer en retour l'hostilité xénophobe entre Blancs sur la base de sa propre expérience familiale en France, et demander si ce n'est donc pas du racisme. Elle revient ensuite sans excuses sur ses propos dans la nuit.
Elle prend position au Parlement européen contre l’évasion fiscale des multinationales et le rôle joué par les paradis fiscaux européens en particulier. Le 22 octobre 2019, pour le départ de Jean-Claude Juncker à la tête de la commission européenne, elle lui offre un cadeau symbolique rempli de faux billets de 500 € pour symboliser son rôle joué dans le scandale d’évasion fiscale des Luxembourg Leaks et fustiger un mandat axé sur les grandes entreprises et émaillé de scandales d’évasion fiscale. À l’occasion des négociations sur la directive européenne sur la transparence fiscale, elle est l'une des nombreuses personnalités politiques à réagir au communiqué du CCFD-Terre Solidaire, d'Oxfam France et de Transparency International France affirmant que le document précisant la position française a été « rédigé en partie par le Mouvement des entreprises de France (MEDEF) ».

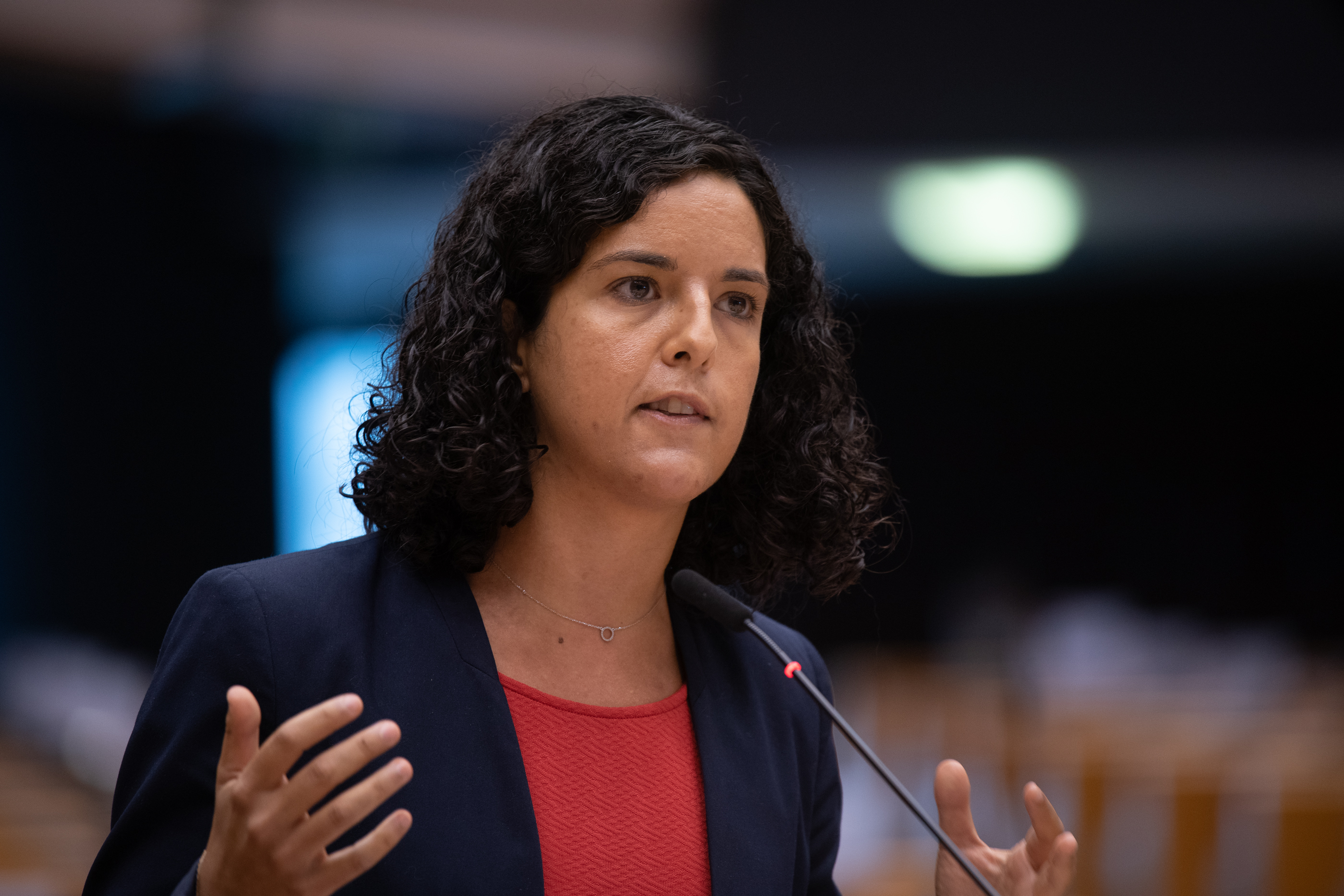
L’eurodeputée en 2020.

Le 8 mars 2020, à l’occasion de la journée internationale des droits des femmes, elle arbore la tenue de Rosie la riveteuse, image de la pop culture américaine utilisée par les militantes féministes. Le 25 novembre 2020, à l’occasion de la journée internationale contre les violences faites aux femmes, elle déroule dans l'hémicycle une banderole recensant les victimes de féminicides en France au cours de l’année 2020 et prononce les noms de ces 132 femmes.
Elle est à l’initiative d’une proposition de directive européenne sur le devoir de vigilance européen dans l’objectif de rendre juridiquement responsables les multinationales qui commettent des violations des droits humains ou détruisent l’environnement dans leurs chaînes d'approvisionnement.
En février 2021, elle réclame davantage de transparence lorsque des contrats relatifs aux vaccins lors de la pandémie de Covid-19 sont rendus publiques aux députés européens. Le 19 mai 2021, Manon Aubry et le groupe de la Gauche obtiennent le vote au Parlement européen d’un amendement en faveur de la levée des brevets sur les vaccins contre le Covid.
En avril 2023, elle interpelle le Premier ministre du Luxembourg au Parlement européen, qu’elle accuse d’être à la tête d’« un paradis fiscal qui organise au cœur de l’Europe un vol en bande organisée ».
Le 27 janvier 2024, elle s'entretient avec la journaliste Rachel Garrat-Valcarcel au Hang'art (café-restaurant du 19e arrondissement de Paris) et lui annonce qu'elle sera de nouveau la tête de liste de La France insoumise aux élections européennes. L'entretien est publié le lendemain dans 20 Minutes.
En mai 2024, Valérie Hayer, tête de liste de la majorité présidentielle, annonce porter plainte pour diffamation contre Manon Aubry à la suite de la publication d'un tweet où cette dernière accuse Valérie Hayer, ainsi que d'autres eurodéputés, d’être « payés par des entreprises, des lobbys ou des États étrangers » en plus de leur « indemnité d’élu ». Selon Manon Aubry, les sommes concernant Valérie Hayer pourraient aller « entre 12 000 à 60 000 euros ». L'élue mayennaise se défend en précisant que les seuls revenus supplémentaires qu'elle a touchés durant son mandat sont ceux liés à son mandat de conseillère départementale jusqu'en 2021,,.
Le 9 juin 2024, la liste qu'elle conduit aux élections européennes arrive en quatrième position du scrutin en France, avec 2,4 millions de voix et 9,89 % des suffrages exprimés, ce qui lui permet d'obtenir 9 sièges au parlement européen. Elle améliore ainsi son score de plus d'un million de voix par rapport à 2019 et arrive en tête des urnes dans trois départements : la Seine-Saint-Denis (37,13 %), le Val-de-Marne (21,19 %) et la Martinique (18,6 %),.
En juillet 2024, elle est notamment élue comme première vice-présidente de la Commission du commerce international du Parlement européen, soutenue par son groupe The Left.

## Prises de position

### Invasion de l'Ukraine par la Russie
En 2024, elle défend une issue diplomatique à l'invasion de l'Ukraine par la Russie, appelant à négocier la paix ainsi que des référendums d'autodétermination en Crimée et dans le Donbass. Elle crée une polémique en minimisant l'invasion de l'Ukraine par la Russie. Elle dit notamment : « La Russie n'a pas envahi la Pologne et tous les Etats voisins de l'Ukraine, et ils n'ont pas marché sur Kiev », alors qu'en réalité, la Russie a marché sur Kiev, incluant un assaut sur l'aéroport de Kiev pour tenter de former une tête de pont.

### Abrogation de la circulaire interdisant l'abaya dans les établissements publics
Le 15 juillet 2024, elle réaffirme la position de La France insoumise en faveur de l'abrogation de la circulaire du 31 août 2023, qui interdit le port de l'abaya ou du qamis dans l'enceinte des écoles, collèges et lycées publics. Elle précise néanmoins que ce n'est pas « la première des priorités » selon elle.

### Abstention lors de la demande de libération de Boualem Sansal
En janvier 2025, le vote "contre" de Rima Hassan et l'abstention de Manon Aubry lors du vote au Parlement européen d'une résolution appelant à la libération de Boualem Sansal, écrivain franco-algérien emprisonné à Alger, sont critiqués à gauche comme à droite et font polémique, notamment au sein de la gauche,.

## Résultats électoraux

### Élections européennes
Les résultats ci-dessous concernent uniquement les élections où elle est tête de liste.
| Année | Parti     | Parti | Circonscription | Voix      | %    | Rang   | Sièges | Groupe  |
| ----- | --------- | ----- | --------------- | --------- | ---- | ------ | ------ | ------- |
| 2019  |           | LFI   | France          | 1 428 548 | 6,31 | 5e     | 6 / 79 | GUE/NGL |
| 2024  | 2 448 703 | LFI   | France          | 9,89      | 4e   | 9 / 81 |        | GUE/NGL |

## Publications
- (en) Cordes, K. Y., Szoke-Burke, S., Bansal, T., Aubry, M., Le Louarn, A., Perelman, J., & Poirot, M., « A collaborative approach to human rights impact assesments », sur academiccommons.columbia.edu, Bibliothèques de l'Université Columbia, 2017.

## Filmographie
- Elle fait une brève apparition dans la série télévisée franco-germano-belge (saison 3) Parlement (2023), où elle interprète son propre rôle de députée européenne.
- Le compromis - Dans les coulisses du pouvoir, film documentaire de Fanny Tondre (2024). Le film suit le combat de trois eurodéputées, dont Manon Aubry, pour faire adopter par le Parlement européen une loi sur le devoir de vigilance des entreprises[69].